# Championnats des États-Unis de tennis de table
Organisé depuis 1976, le championnat national de tennis de table des États-Unis (U.S. National Table Tennis Championships - souvent appelé le championnat fermé des États-Unis) est un tournoi fermé auquel seuls les citoyens américains peuvent participer. Il est organisé par USA Table Tennis (USATT). Le championnat national des États-Unis sert également de tournoi de qualification pour les épreuves de sélection de l'équipe nationale de tennis de table des États-Unis et détermine les équipes cadettes et juniors de tennis de table des États-Unis. Ce tournoi se déroule traditionnellement à Las Vegas, dans le Nevada.

## Histoire
Kanak Jha détient le record de titres en simple messieurs depuis sa dernière victoire en 2025 à Ontario.

## Palmarès
| Année           | Simple messieurs        | Simple dames   | Double messieurs                 | Double dames                    | Double mixte                  |
| --------------- | ----------------------- | -------------- | -------------------------------- | ------------------------------- | ----------------------------- |
| 1936*           | Sol Schiff              | ...            | ...                              | ...                             | ...                           |
| 1951*           | Oliver Hoyt Stubbs      | ...            | ...                              | ...                             | ...                           |
| 1976*           | Ray Guillen             | ...            | ...                              | ...                             | ...                           |
| 1976            | Dan Seemiller           | He-Ja Lee      | Dan Seemiller/Rick Seemiller     | Insook Bhushan/He-ja Lee        | Dan Seemiller/Insook Bhushan  |
| 1977            | Dan Seemiller           | Insook Bhushan | Dan Seemiller/Rick Seemiller     | Insook Bhushan/Kasia Dawidowicz | Dan Seemiller/Insook Bhushan  |
| 1978            | Eric Boggan             | Insook Bhushan | Dan Seemiller/Rick Seemiller     | He-ja Lee/Angelita Rosal        | Dan Seemiller/Insook Bhushan  |
| 1979            | Attila Malek            | He-Ja Lee      | Dan Seemiller/Rick Seemiller     | He-ja Lee/Angelita Rosal        | Eric Boggan/Kasia Dawidowicz  |
| 1980            | Dan Seemiller           | He-Ja Lee      | Dan Seemiller/Rick Seemiller     | He-ja Lee/Angelita Rosal        | Ricky Seemiller/Cheryl Dadian |
| 1981            | Scott Boggan            | Insook Bhushan | Dan Seemiller/Rick Seemiller     | Insook Bhushan/Kasia Dawidowicz | Dan Seemiller/Insook Bhushan  |
| 1982            | Dan Seemiller           | Insook Bhushan | Dan Seemiller/Rick Seemiller     | Jin Na/Angelita Rosal           | Dan Seemiller/Insook Bhushan  |
| 1983            | Dan Seemiller           | Insook Bhushan | Dan Seemiller/Rick Seemiller     | Insook Bhushan/Diana Gee        | Dan Seemiller/Insook Bhushan  |
| 1984            | Eric Boggan             | Julie Ou       | Scott Boggan/Perry Schwartzberg  | Diana Gee/Lisa Gee              | Quang Do/Lisa Gee             |
| 1985            | Sean O’Neill            | Insook Bhushan | Quang Bui/Brian Masters          | Insook Bhushan/Diana Gee        | Sean O'Neill/Diana Gee        |
| 1986            | Chartchai Teekaveerakit | Insook Bhushan | Sean O'Neill/Hank Teekaveerakit  | Insook Bhushan/Diana Gee        | Sean O'Neill/Diana Gee        |
| 1987            | Sean O’Neill            | Insook Bhushan | Quang Bui/Brian Masters          | Insook Bhushan/Diana Gee        | Sean O'Neill/Diana Gee        |
| 1988            | Sean O’Neill            | Insook Bhushan | Eric Boggan/Sean O’Neill         | Insook Bhushan/Diana Gee        | Dan Seemiller/Insook Bhushan  |
| 1989            | Sean O’Neill            | Insook Bhushan | Jim Butler/Scott Butler          | Insook Bhushan/Diana Gee        | Brian Masters/Insook Bhushan  |
| 1990            | Jim Butler              | Wei Wang       | Sean O’Neill/Dan Seemiller       | Insook Bhushan/Diana Gee        | Sean O’Neill/Diana Gee        |
| 1991            | Sean O’Neill            | Insook Bhushan | John Onifade/Dan Seemiller       | Insook Bhushan/Diana Gee        | Sean O’Neill/Diana Gee        |
| 1992            | Jim Butler              | Amy Feng       | David Zhuang/Sean O’Neill        | Wei Wang/Lily Yip               | David Zhuang/Amy Feng         |
| 1993            | Jim Butler              | Amy Feng       | David Zhuang/Sean O’Neill        | Amy Feng/Lily Yip               | David Zhuang/Amy Feng         |
| 1994            | David Zhuang            | Amy Feng       | David Zhuang/Dan Seemiller       | Amy Feng/Lily Yip               | David Zhuang/Amy Feng         |
| 1995            | David Zhuang            | Amy Feng       | Khoa Nguyen/Darko Rop            | Wei Wang/Lily Yip               | David Zhuang/Amy Feng         |
| 1996            | Cheng Yinghua           | Gao Jun        | Cheng Yinghua/Todd Sweeris       | Gao Jun/Amy Feng                | Cheng Yinghua/Gao Jun         |
| 1997            | Cheng Yinghua           | Gao Jun        | Cheng Yinghua/Jack Huang         | Gao Jun/Amy Feng                | Cheng Yinghua/Gao Jun         |
| 1998            | David Zhuang            | Gao Jun        | Eric Owens/Barney J. Reed        | Gao Jun/Virginia Sung           | David Zhuang/Gao Jun          |
| 1999            | Cheng Yinghua           | Gao Jun        | David Zhuang/Todd Sweeris        | Gao Jun/Michelle Do             | David Zhuang/Gao Jun          |
| 2000            | David Zhuang            | Gao Jun Chang  | David Zhuang/Todd Sweeris        | Gao Jun Chang/Michelle Do       | Cheng Yinghua/Gao Jun Chang   |
| 2001            | Eric Owens              | Gao Jun Chang  | David Zhuang/Eric Owens          | Gao Jun Chang/Jasna Reed        | Cheng Yinghua/Gao Jun Chang   |
| 2002            | Ilija Lupulesku         | Gao Jun Chang  | Cheng Yinghua/Han Xiao           | Gao Jun Chang/Jasna Reed        | Sean O'Neill/Jackie Lee **    |
| 2003            | Ilija Lupulesku         | Jasna Reed     | Ilija Lupulesku/David Zhuang     | Jasna Reed/Tawny Banh           | Ilija Lupulesku/Jasna Reed    |
| 2004            | Cheng Yinghua           | Gao Jun        | Ilija Lupulesku/Mark Hazinski    | Gao Jun/Tawny Banh              | Cheng Yinghua/Gao Jun         |
| 2005            | Ilija Lupulesku         | Jasna Reed     | Ilija Lupulesku/Mark Hazinski    | Crystal Huang/Whitney Ping      | Adam Hugh/Lily Yip            |
| 2006            | David Zhuang            | Wang Chen      | David Zhuang/Han Xiao            | Crystal Huang/Tawny Banh        | Mark Hazinski/Crystal Huang   |
| 2007            | Ilija Lupulesku         | Wang Chen      | Ilija Lupulesku/Mark Hazinski    | Wang Chen/Judy Hugh             | Han Xiao/Jackie Lee           |
| 2008            | David Zhuang            | Crystal Huang  | David Zhuang/Shao Yu             | Crystal Huang/Tawny Banh        | Samson Dubina/Crystal Huang   |
| 2009            | Michael Landers         | Gao Jun        | Dan Seemiller/Mark Hazinski      | Gao Jun/Crystal Huang           | Liu Hui Yuan/Gao Jun          |
| 2010            | Timothy Wang            | Ariel Hsing    | Ilija Lupulesku/Yiyong Fan       | Jasna Reed/Judy Hugh            | Adam Hugh/Judy Hugh           |
| 2011            | Peter Li                | Ariel Hsing    | Timothy Wang/Han Xiao            | Gao Jun/Erica Wu                | Timothy Wang/Ariel Hsing      |
| 2012            | Timothy Wang            | Lily Zhang     | Timothy Wang/Han Xiao            | Gao Jun/Erica Wu                | Timothy Wang/Ariel Hsing      |
| 2013            | Timothy Wang            | Ariel Hsing    | Theodore Tran/Jeff Lin Huang     | Ariel Hsing/Judy Hugh           | Timothy Wang/Ariel Hsing      |
| 2014            | Jimmy Butler            | Lily Zhang     | Cory Eider/Allen Wang            | Lily Zhang/Jiaqi Zheng          | Timothy Wang/Lily Zhang       |
| 2015            | Yijun Feng              | Jiaqi Zheng    | Yijun Feng/Jack Wang             | Chen Wang/Ying Lu               | Yijun Feng/Ying Lu            |
| 2016            | Kanak Jha               | Lily Zhang     | Newman Cheng / Jeff Huang        | Lily Zhang / Jiaqi Zheng        | Yijun Feng / Jiaqi Zheng      |
| 2017            | Kanak Jha (2)           | Lily Zhang     | Gal Alguetti / Sharon Alguetti   | Yue Wu / Xinyue Wang            | Yanjun Gao / Yue Wu           |
| 2018            | Kanak Jha (3)           | Juan Liu       | Kanak Jha / Krishnateja Avvari   | Juan Liu / Xinyue Wang          | Kanak Jha / Amy Wang          |
| 2019            | Kanak Jha (4)           | Lily Zhang     | Kanak Jha / Yijun Feng           | Crystal Wang / Amy Wang         | Nikhil Kumar / Amy Wang       |
| 2021 Las Vegas  | Xin Zhou                | Amy Wang (en)  | N/A                              | N/A                             | N/A                           |
| 2022 Fort Worth | Nikhil Kumar (en)       | Lily Zhang     | Daniel Tran / Michael Tran       | Amy Wang / Rachel Sung          | Rachel Sung / Dan Liu         |
| 2023 Fort Worth | Nikhil Kumar (en)       | Amy Wang (en)  | Jinxin Wang / Krishnateja Avvari | Amy Wang / Rachel Sung          | Nikhil Kumar / Amy Wang       |
| 2024 Huntsville | Kanak Jha (5)           | Hong Lin       | Nandan Naresh / Daniel Tran      | Amy Wang / Rachel Sung          | Andrew Cao / Amy Wang         |
| 2025, Ontario   | Kanak Jha (6)           | Sally Moyland  | Nikhil Kumar / Sid Naresh        | Amy Wang / Abigail Yu           | Nikhil Kumar / Sally Moyland  |